# Barbara Pickersgill
Barbara Pickersgill (1940) is een Britse botanica. In 1966 behaalde ze een Ph.D. ze aan de Indiana University met het proefschrift The variability and relationships of Capsicum chinense Jacq..
Anno 2009 is ze honorair onderzoeksmedewerker aan de School of Biological Sciences van de University of Reading, waar ze tot haar pensioen in september 2005 universitair docent was. Ze houdt zich bezig met onderzoek op het gebied van biodiversiteit en plantensystematiek. Ze is gespecialiseerd in de taxonomie en evolutiebiologie van gekweekte planten en in het behoud van de genetische diversiteit van gewassen. Het geslacht Capsicum heeft haar speciale interesse.
Pickersgill houdt zich bezig met onderzoekswerkzaamheden op het gebied van de evolutiebiologie van Capsicum, waarbij ze moleculaire systematiek en de toepassing van wilde soorten in de verbetering van gekweekte chilipepers betrekt. Ook houdt ze zich bezig met onderzoek naar de domesticatie van gewassen, waarbij de gewone boon (Phaseolus vulgaris) als case-studie dient. Bij dit onderzoek werkt ze samen met het Centro Internacional de Agricultura Tropical (CIAT) in Colombia. Ook houdt ze zich bezig met onderzoek naar de genetische diversiteit, het behoud en de verbetering van tropische plantensoorten, waarbij quinoa (Chenopodium quinoa) en Musa-soorten uit het hoogland van Oost-Afrika de speciale aandacht hebben. Bij het onderzoek naar quinoa werkt ze samen met het Centro Internacional de la Papa (CIP) in Peru.
In 1993 onderscheidde de Linnean Society of London Pickersgill met de Linnean Medal vanwege haar verdiensten voor de botanie. Op 4 augustus 2006 organiseerde de Linnean Society of London een eendaagse conferentie ter ere van Pickersgill. In 2000 was ze de voorzitter van de Society for Economic Botany.